# Agrianome spinicollis
Agrianome spinicollis (лат.) — вид жуков-усачей из подсемейства прионин. Распространён в Австралии. Кормовым растением личинок является Avetianella coombsi.